# 量米杯

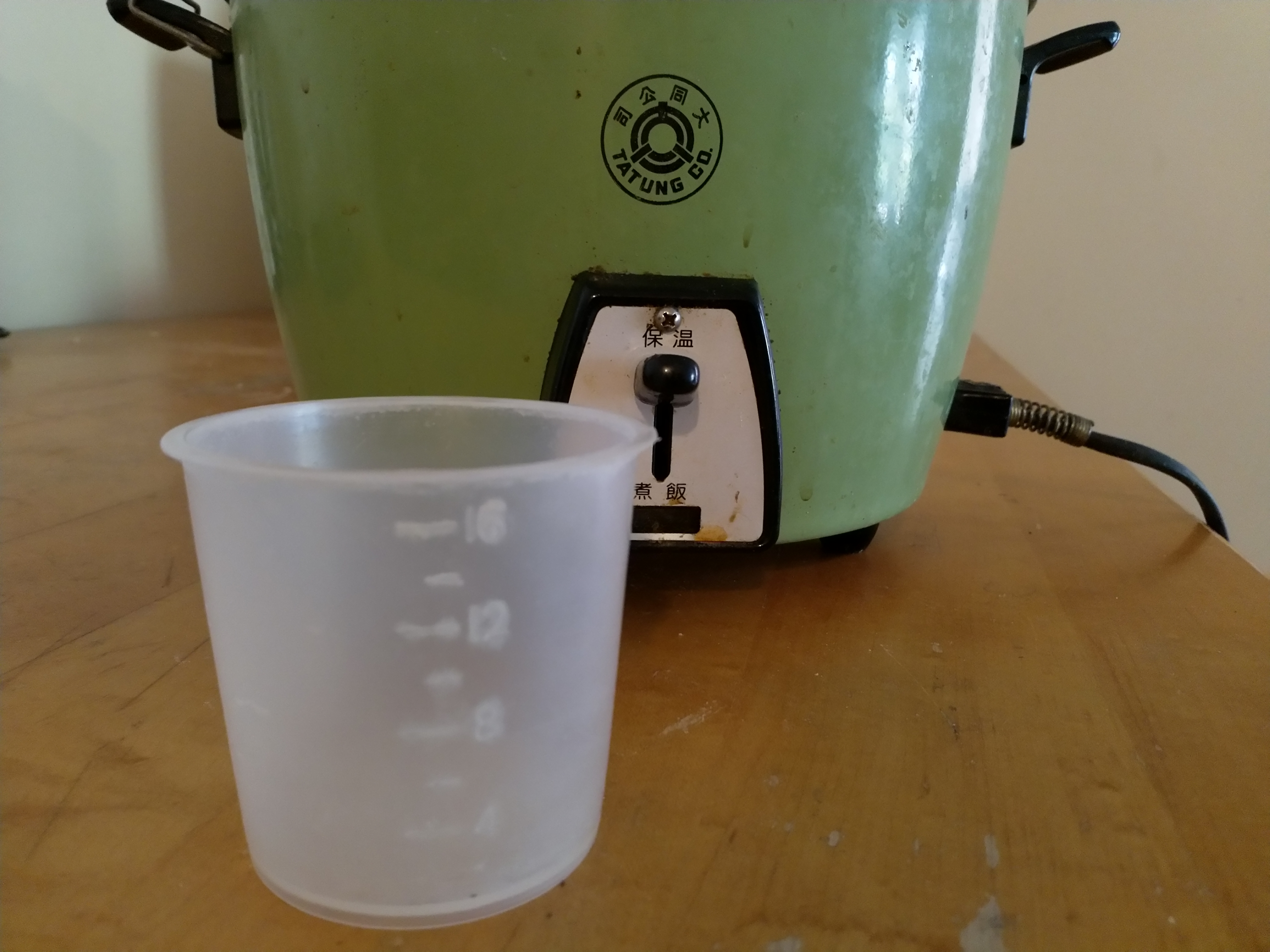
大同電鍋前的塑膠量米杯。

量米杯，又稱米杯，粵語稱之為嘜（來自英語的），是一種量杯，通常是塑膠製圓形，有時也有木製四方形的，主要用來量米。米杯上常會有刻度，標示公勺或日本勺等單位。

## 容量
米杯的容積為 180 毫升，即日本度量衡中的一合。由日本外銷到其他國家的電鍋所附贈的量米杯，或是其他國家製作的量米杯，也常依此標準製作。

## 時間
傳統電鍋（例如大同電鍋）分內外鍋，外鍋需加水，待水燒乾後自動關閉。在給外鍋加水時，常會以米杯作為測量單位，此時米杯可以視為一種量測時間的工具，通說是一杯水對應 15~20 分鐘，但依電鍋的大小以及內鍋的食材份量不同會有偏差。

## 使用情形
用電鍋煮飯時通常用米杯來量米，電鍋內標有刻度標示每杯米要對應的水量。在購買電鍋時常會附贈一個量米杯。大多數會煮飯的家庭中都有量米杯。許多電鍋食譜會用米杯測量各種食材。一杯的白米大約可以煮出兩碗白飯。